# Fernando de los Ríos
Fernando de los Ríos Urruti (Ronda, 8 de diciembre de 1879-Nueva York, 31 de mayo de 1949) fue un político, diplomático, jurista y catedrático español, considerado una de las figuras más relevantes del pensamiento socialista en España, en el que destaca su propuesta de un socialismo humanista, desde una perspectiva reformista y no revolucionaria y dentro del marco político de la democracia liberal burguesa.

## Biografía

### Formación y primeros años
Nació en la localidad malagueña de Ronda el 8 de diciembre de 1879. Huérfano a los cuatro años, realizó los estudios de bachillerato en Córdoba. Tras finalizar dichos estudios en 1895, se estableció con su familia en Madrid, donde el joven Fernando de los Ríos continuó sus estudios en la Institución Libre de Enseñanza, dirigida por su tío Francisco Giner de los Ríos.
En la capital de España realizó los estudios de Derecho y obtuvo la licenciatura en 1901, tras lo que comenzó su labor como profesor en la Institución Libre de Enseñanza. Después de doctorarse en 1907, obtuvo en 1911 la cátedra en la Universidad de Granada, donde fue profesor del más tarde poeta y dramaturgo Federico García Lorca, con quien mantuvo una estrecha amistad.

### Militante socialista
En 1919 se afilió al Partido Socialista Obrero Español (PSOE) y participó como candidato en las elecciones de ese mismo año, en las que fue elegido diputado por la circunscripción de Granada. En el congreso extraordinario de 1920 fue elegido miembro de la Comisión Ejecutiva del PSOE y comisionado junto con Daniel Anguiano para viajar a la Unión Soviética, para ver las posibilidades de ingreso del partido en la Tercera Internacional. Durante su entrevista con Lenin, De los Ríos le preguntó cuándo permitiría su gobierno la libertad de los ciudadanos. Según el relato de De los Ríos, Lenin habría rematado una extensa respuesta cuestionando "¿Libertad para qué?". Fernando de los Ríos habría deducido de esta respuesta que se produciría una deriva autoritaria de la Revolución Soviética. Por ello, en el siguiente congreso extraordinario del PSOE, De los Ríos se opuso al ingreso del partido en la citada Internacional. Esto provocaría la posterior escisión de un sector pequeño del partido que habría de fundar el Partido Comunista de España. En 1923 fue elegido nuevamente diputado a Cortes, en esta ocasión por la circunscripción de Madrid.

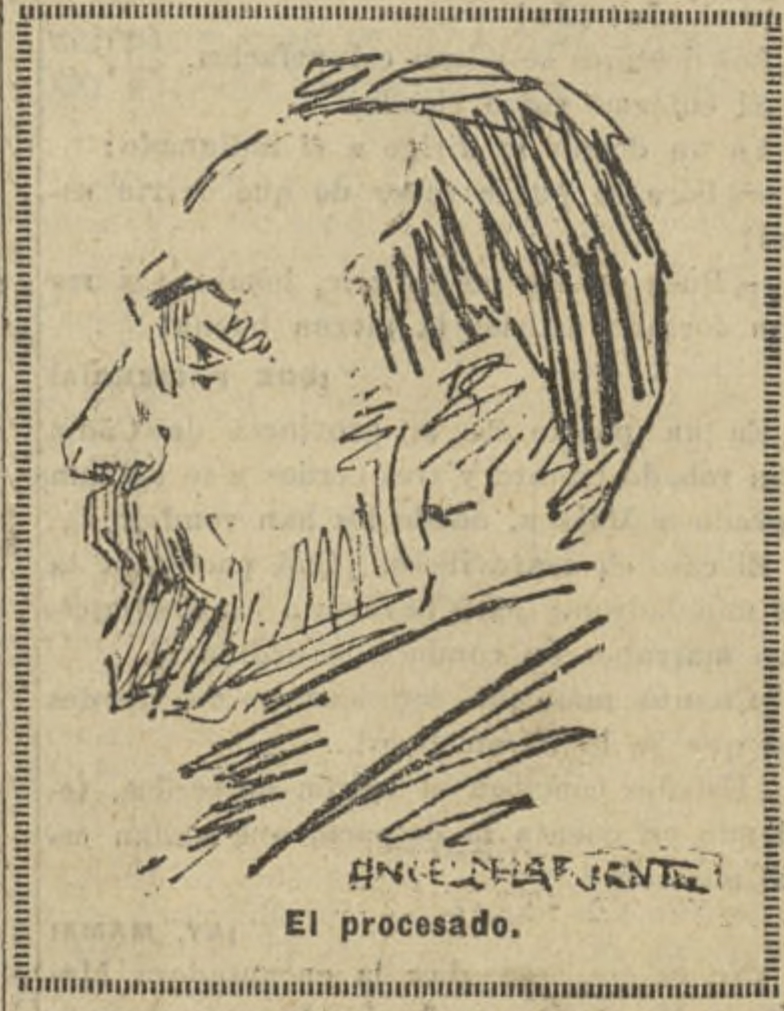
Fernando de los Ríos durante la dictadura de Primo de Rivera, en 1925, cuando fue juzgado por desacato.

Fue testigo de excepción del golpe militar del general Miguel Primo de Rivera en 1923. Inmediatamente, y en contra de la opinión de la corriente sindicalista del PSOE, se opuso a la colaboración con la dictadura militar. En 1925 fue procesado por desacato. En el juicio, en el que quedó absuelto, su abogado defensor fue Melquíades Álvarez.
Desde 1926 perteneció a la masonería, afiliado a la logia Alhambra de Granada, del Gran Oriente Español, adoptando como nombre simbólico Jugan. Fue elegido entre 1927 y 1929 como representante de la Gran Logia Regional del Mediodía en las sucesivas asambleas anuales del Gran Oriente Español.[cita requerida]
Fernando de los Ríos, que fue en 1927 uno de los seis socialistas nombrados como miembros de la Asamblea Nacional Consultiva de la dictadura rechazó, como los otros cinco, tomar posesión de dicho cargo.

### Universidad de Columbia
En junio de 1929, De los Ríos se estableció en Nueva York para realizar una estancia de un año. Ya en la primavera de ese año, Fernando de los Ríos acuerda con el padre de Federico García Lorca que el joven poeta le acompañe a la Universidad de Columbia (Nueva York), donde tendría la oportunidad de aprender inglés y cambiar de aires. Se sabe que embarcaron en el Olympic —buque hermano del malogrado Titanic— a principios de junio de 1929 y arribaron el 26 de junio a la Gran Manzana.

### Ministro de la Segunda República

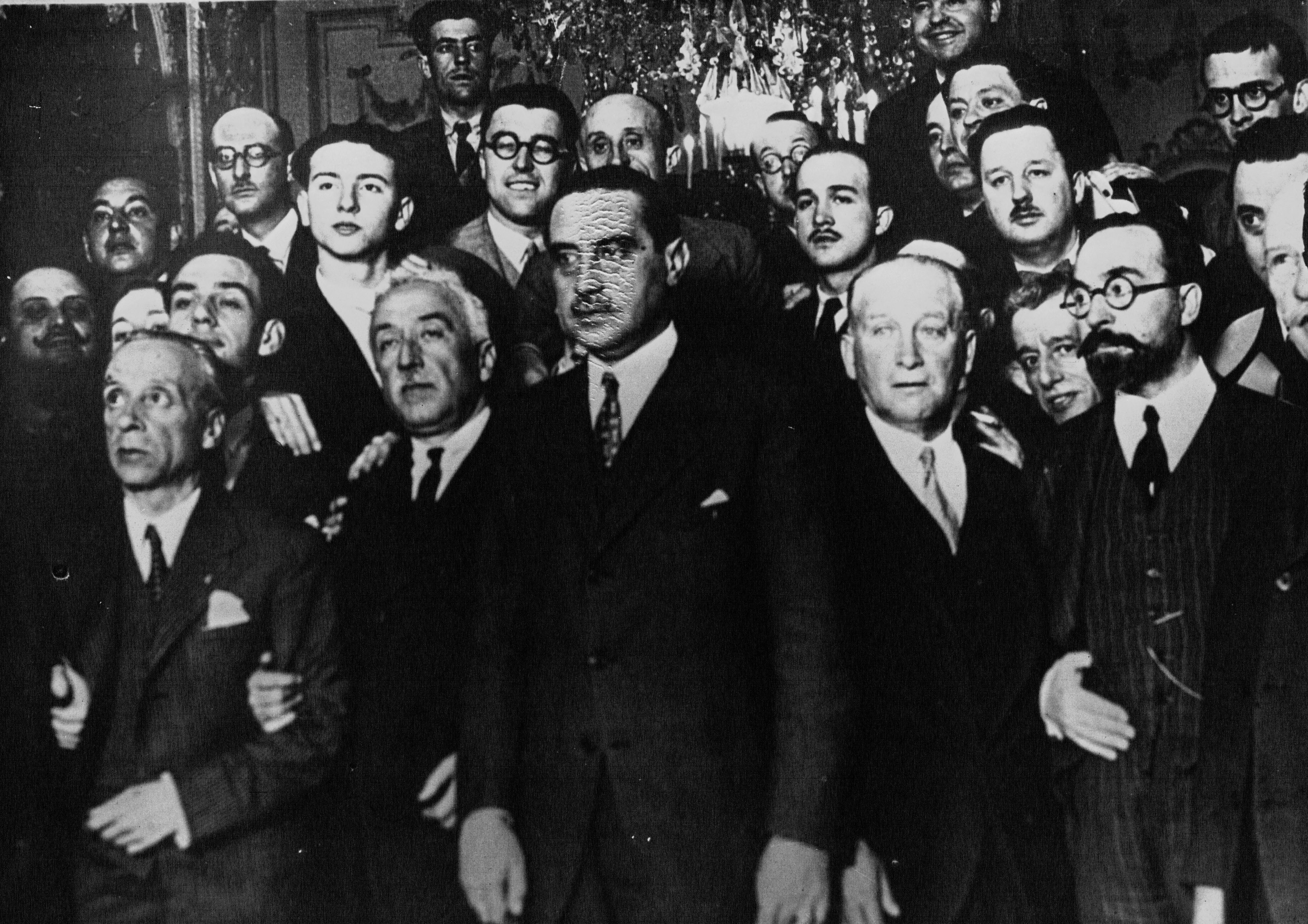
Miembros del gobierno provisional republicano en abril de 1931. De izquierda a derecha, en primera fila: Álvaro de Albornoz, Niceto Alcalá-Zamora, Miguel Maura, Francisco Largo Caballero, Fernando de los Ríos y Alejandro Lerroux.

Participó en el Pacto de San Sebastián de 1930, que desembocó en la fracasada sublevación de Jaca, un golpe de Estado que pretendía la proclamación por la fuerza militar de la Segunda República Española, lo que supuso su encarcelamiento.
Fue liberado justo antes de la proclamación de la Segunda República Española y, tras ser esta proclamada, participó en las elecciones que se celebraron en junio, en las que fue elegido nuevamente por Granada; pasó a formar parte, como ministro de Justicia, del Gobierno provisional que entre el 14 de abril y el 14 de octubre formó Niceto Alcalá Zamora. Volvió a ocupar la misma cartera entre el 14 de octubre y el 16 de diciembre de 1931 en el primer Gobierno del Bienio reformista bajo la presidencia de Manuel Azaña.
En el debate de totalidad del proyecto de Constitución fue el portavoz del grupo parlamentario socialista. Hacia el principio de su intervención en apoyo del proyecto afirmó:

En una autocracia, la desobediencia es un deber; en una democracia, la obediencia es una necesidad

Y a continuación justificó uno de los puntos más polémicos del proyecto, la "socialización" de la propiedad:

Allá donde las fuerzas económicas son potentes, estructuradas en "trusts", "cartels", "concerns", sindicatos de industrias, etc., no hay posibilidad de garantía para la libertad política. (...) "Economía libre" quiere decir "hombre esclavo" y, en cambio, una economía sojuzgada y sometida es lo único que hace posible una verdadera posición de libertad para el hombre. Y eso es lo que nosotros representamos; vamos hacia una economía planificada, hacia una economía sojuzgada, hacia una economía sometida, hacia una economía disciplinada y subordinada al interés público. (...) La economía tiene que organizarse de un modo público, y los órganos de gestión de esa Economía habrán de ser los Sindicatos; Sindicatos en los que estén verticalmente contenidos todos los elementos que los constituyen, desde el técnico gestor hasta el obrero; pero el Sindicato, en nuestra concepción, es esto, no más, pero tampoco menos: es el órgano de gestión de la economía supeditado a intereses de carácter público. Aquí comienza nuestra discrepancia teórica con el sindicalismo. (...) La República ha venido por un hambre de justicia que existía en España y para satisfacer ese hambre de justicia

Fernando de los Ríos también tuvo un destacado protagonismo en el debate de los artículos sobre religión, familia y enseñanza celebrado entre 8 y el 13 de octubre de 1931, ya que fue el encargado de abrirlo, como ministro de Justicia, aunque sin representar ni al Gobierno Provisional ni al grupo parlamentario socialista, y desde el punto de vista de una persona que "ha vivido siempre dentro del grupo minoritario que ha sufrido en la carne de su espíritu la persecución". En primer lugar defendió la libertad de culto y la secularización del Estado que eran los dos principios que habían guiado la política religiosa del Gobierno Provisional:

El Estado no puede solicitar del hombre ni emociones, ni sentimientos, ni creencias, y es, sin embargo, en el reino de la emoción, del sentimiento y de la creencia donde viven la fe y la confesión. Por eso, ante el dintel de la fe... el Estado no es que no puede, es que debe mantenerse alejado y neutral; es decir, el Estado tiene que ser aconfesional

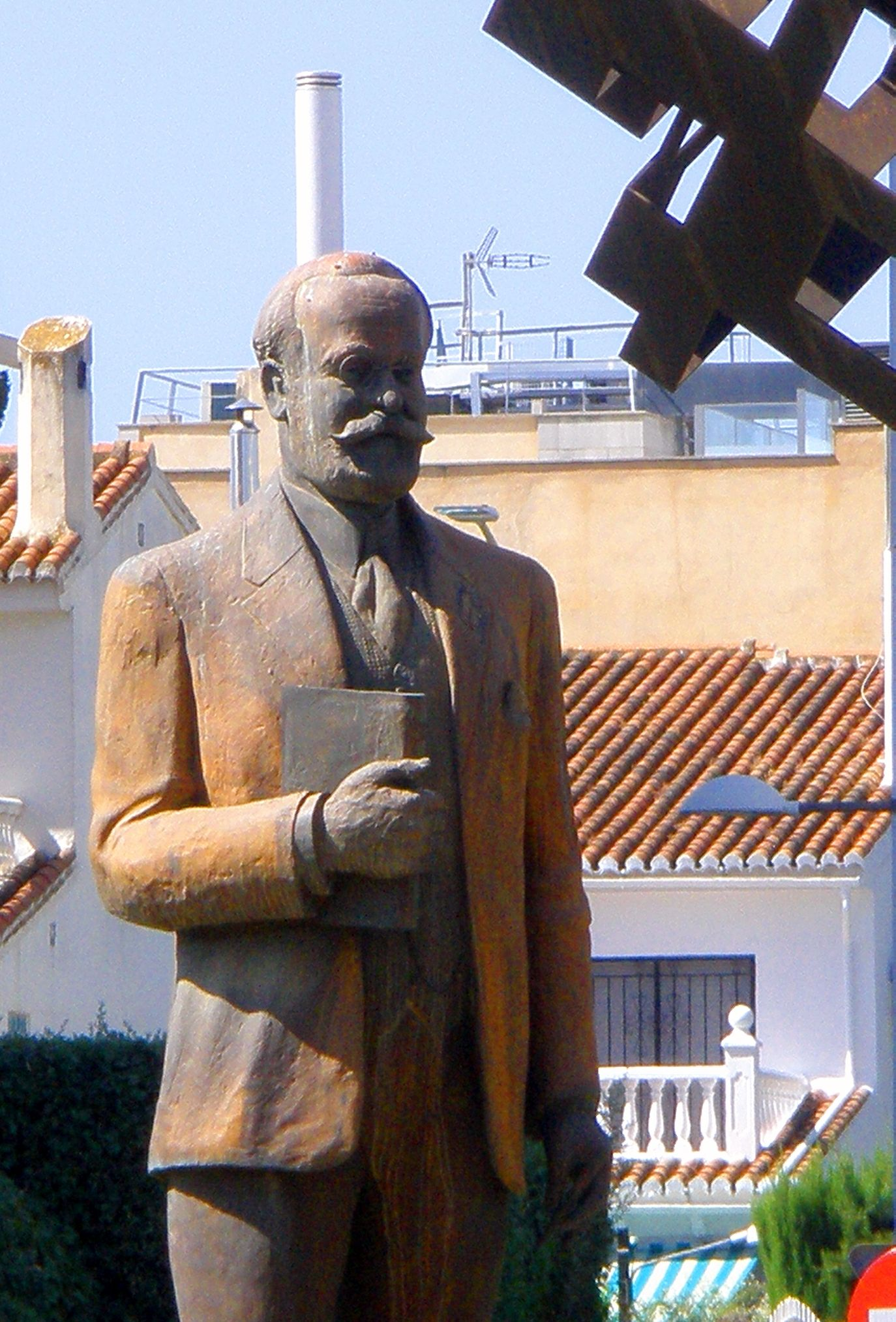
Monumento a Fernando de los Ríos en Granada

Partiendo del principio de la aconfesionalidad del Estado se opuso a otorgar a la Iglesia el estatus de Corporación de Derecho público, porque esta no puede existir más que dentro del Estado, y "separar la Iglesia del Estado lleva consigo que el Estado ni colabore en la realización de los fines de la Iglesia, ni la ayude, ni la proteja sino que la deje en libertad internamente. No más; nada menos, tampoco". Preconizó en su lugar alcanzar un modus vivendi con la Iglesia católica, "de igual suerte que la hubo con Francia en 1924", partiendo del hecho de "que el problema religioso, incluso en su aspecto externo, el problema eclesiástico, es el problema más íntimo, más profundo que hay en la vida española". Acabó su discurso dirigiéndose a los católicos de la Cámara en nombre de "nosotros los heterodoxos españoles" a los que la Iglesia católica les ha hecho "constante objeto de las más hondas vejaciones":

Voy, pues, a pediros -os lo ruego- que tengáis mucho cuidado con las palabras que pronunciéis: no renovéis nuestro dolor, no toquéis tambores de guerra, porque en la guerra fuisteis y sereis siempre vencidos en nombre de la emoción liberal española. Y a nosotros, señores Diputados, que el limo del dolor que hay en el fondo de nuestra alma sea un limo que no nos inspire resentimiento, que es ponzoña e incapacidad para elaborar una norma de respeto, como exige el principio de la libertad; seamos sentidos, no resentidos. Hemos, desgraciadamente, carecido de nuestro edicto de Nantes, de nuestro edicto de paz religiosa. Siempre es hora. ¡Ojalá que esta hora se aproveche, en nombre de los intereses históricos permanentes de nuestra República y de esta nuestra Patria española, tierra profundamente dramática y que hoy vive angustiada por la esperanza!

Tras la aprobación, el 9 de diciembre de 1931, del nuevo texto constitucional, De los Ríos volvió a formar parte del nuevo gobierno, nuevamente bajo la presidencia de Manuel Azaña, ocupando la cartera de Instrucción Pública y Bellas Artes, en cuyo ejercicio inauguró el parador nacional de turismo de Mérida el 29 de mayo de 1933.
Ocupó ese cargo hasta el 12 de junio de 1933 en que pasó a ocupar la cartera de Estado que mantuvo hasta la dimisión, el 12 de septiembre de ese mismo año, de Manuel Azaña y la elección de un nuevo gobierno bajo la presidencia de Alejandro Lerroux.
Fue nuevamente elegido diputado por la circunscripción de Granada en las elecciones de 1933.
En las elecciones generales de España de 1936 fue candidato por el PSOE obteniendo el acta de diputado por la provincia de Granada con 99 749 votos. La votación fue anulada por la Comisión de Actas y repetida el 3 de mayo de 1936 obteniendo 224 498 votos de un total de 260 448. Días después, ante ejecutivos del PSOE reunidos para tratar la formación del nuevo gobierno, De Los Ríos afirmó que, ante el triunfo de los nazis en Alemania y del fascismo en Italia, había que orientar la política internacional de España hacia una alianza defensiva con Francia e Inglaterra.
Durante su etapa política en esta Segunda República, fue víctima de una campaña de difamación de tintes antisemitas como parte de la campaña de desprestigio que desde medios derechistas se venía haciendo contra el nuevo régimen democrático. El diario tradicionalista El Siglo Futuro tachó a De los Ríos de "judío", mientras que en el católico El Debate (vinculado a la CEDA) se le motejaba de "rabino". En la revista satírica Gracia y Justicia, editada también por Editorial Católica, siempre fue representado como judío.

### Embajador

En su despacho de la embajada de España en Washington (octubre, 1936).

Cuando estalló la Guerra civil se encontraba en Ginebra visitando a Pablo de Azcárate, que era secretario general adjunto de la Sociedad de las Naciones. Ambos se desplazaron a reorganizar la embajada española en Francia, de la que De los Ríos se hizo cargo hasta la toma de posesión de Álvaro de Albornoz.
Entre el 31 de agosto y el 5 de octubre de 1936 ejerció de rector de la Universidad Central de Madrid, que durante la guerra se vería obligada a trasladarse a Valencia. Posteriormente fue nombrado embajador en los Estados Unidos, permaneciendo al frente de la legación republicana hasta el final de la guerra en 1939, cuando pasó a ejercer como profesor en la New School for Social Research de Nueva York, ciudad en la que fijó su residencia hasta su muerte.
La depuración como catedrático por el bando franquista, sin lugar a proceso contradictorio alguno, se produjo mediante Orden Ministerial en febrero de 1939, junto a otros catedráticos:

... se separa definitivamente por ser pública y notoria la desafección de los catedráticos universitarios que se mencionarán al nuevo régimen implantado en España, no solamente por sus actuaciones en las zonas que han sufrido y en las que sufren la dominación marxista, sino también por su pertinaz política antinacionalista y antiespañola en los tiempos precedentes al Glorioso Movimiento Nacional. La evidencia de sus conductas perniciosas para el país hace totalmente inútiles las garantías procesales que, en otro caso constituyen la condición fundamental en todo enjuiciamiento, y por ello, este Ministerio ha resuelto separar definitivamente del servicio y dar de baja en sus respectivos escalafones a los señores: Luis Jiménez de Asúa, Fernando de los Ríos Urruti, Felipe Sánchez Román y José Castillejo Duarte, catedráticos de Derecho; José Giral Pereira, catedrático de Farmacia; Gustavo Pittaluga Fattorini y Juan Negrín López, catedráticos de Medicina; Blas Cabrera Felipe, catedrático de Ciencias; Julián Besteiro Fernández, José Gaos González Pola y Domingo Barnés Salinas, catedráticos de Filosofía y Letras, todos ellos de la Universidad de Madrid. Pablo Azcárate Flórez, Demófilo de Buen Lozano, Mariano Gómez González y Wenceslao Roces Suárez, catedráticos excedentes de Derecho
Orden del 4 de febrero de 1939, Ministerio de Educación Nacional.

### Acción política en el exilio

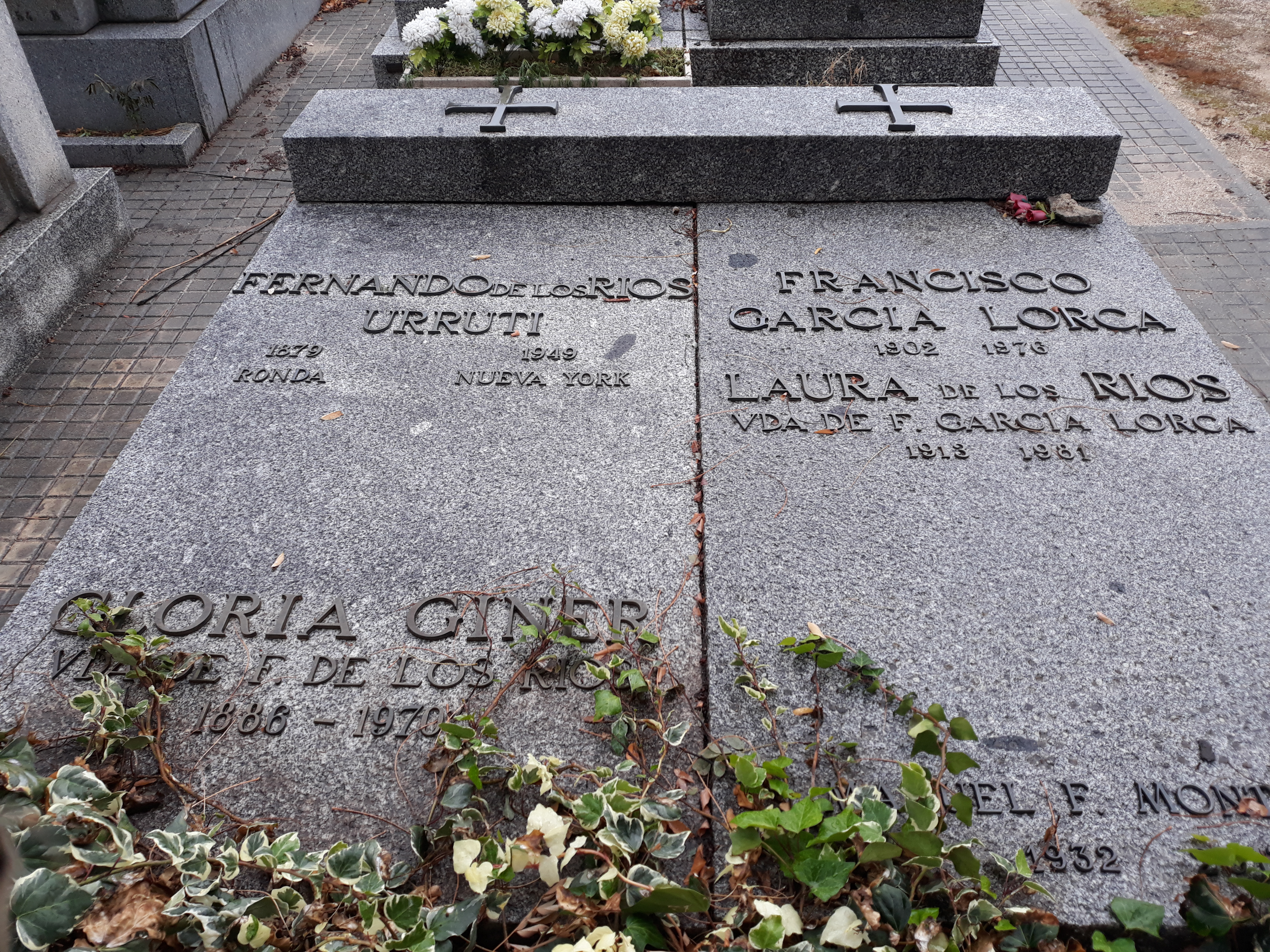
Tumbas de Fernando de los Ríos, su esposa Gloria Giner de los Ríos, su hija Laura de los Ríos Giner y su yerno Francisco García Lorca (hermano del poeta Federico) en el cementerio civil de Madrid

Tras la guerra civil de los Ríos abandonó la embajada española el 31 de marzo de 1939 para aceptar la oferta de cátedra de Alvin Saunders Johnson, rector de la New School for Social Research de la ciudad de Nueva York. De los Ríos llevó a su familia a Nueva York, incluida su madre Fernanda Urruti. Su esposa, Gloria Giner de los Ríos, impartía clases de lengua y estilo español en la Columbia University y publicaba textos sobre la cultura y civilización españolas.
Siendo profesor en la New School for Social Research de Nueva York lidera en el año 1940 un comité que elabora un esbozo de Constitución de los Estados Unidos de Europa en el que se contemplaba la creación de un ejército profesional para defender la integridad territorial federal y un Banco Central Europeo.
Entre 1945 y 1946 formó parte del gobierno en el exilio que presidió José Giral en calidad de ministro de Estado, hasta que tuvo que renunciar al cargo por motivos de salud. Falleció en Nueva York el 31 de mayo de 1949. Tres décadas más tarde, en 1980, una vez finalizada la dictadura franquista, sus restos mortales fueron trasladados al cementerio civil de Madrid.

## Obra escrita
Entre sus obras destacan:
- La crisis actual de la democracia (1917).
- Mi viaje a la Rusia sovietista (1921), escrito tras el citado viaje a la Rusia bolchevique y en el que cuenta que al preguntarle a Lenin cuándo se iba a establecer la libertad en la Unión Soviética revolucionaria, este le contestó con su famosa pregunta "¿Libertad para qué?".
- El sentido humanista del socialismo (1926), Madrid, Morata.
- Religión y Estado en la España del siglo XVI (1927).